# 自由土地黨
自由土地黨（英語：Free Soil Party）是美國的一個短命聯盟政黨，活躍於1848年，直至它1854年與共和黨合併。該政黨主要關注單一議題，就是反對將奴隸制擴大到西部美國領地。
自由土地黨成立於1848年總統大選期間，當時的背景是墨西哥-美國戰爭之後，爭論關於奴隸制是否擴大到墨西哥割讓地的土地上。輝格黨和民主黨提名了一個不排除將奴隸制擴大到新領土的總統候選人之後，於是反奴隸制的民主黨人和輝格派與廢奴自由黨成員一起組成了自由土地黨。前總統馬丁·范布倫以自由土地黨總統候選人的身份參選，贏得10.1%的選票，創下當時美國第三黨在普選票方面的新高紀錄。
儘管范布倫和許多其他自由土地黨的支持者在1848年大選后立即重新加入民主黨或輝格黨，但自由土地黨人在未來六年裡仍留在國會中。在俄亥俄的薩蒙·蔡斯、新罕布什爾州的約翰·P·黑爾和麻薩諸塞州的查爾斯·索姆奈等個人的帶領下，自由土地黨人強烈反對1850年美国国会推動的妥協案，該妥協暫時解決了墨西哥割讓地的奴隸制問題。黑爾在1852年的總統選舉中以該黨的總統候選人身份參選，獲得不到5%的選票。1854年的《堪薩斯-內布拉斯加法案》廢除了自1820年以來的密蘇里妥協案，激怒了許多北方人，導致輝格黨人垮臺，並促使成立了一個新的、基礎廣泛的反奴隸制政黨，即共和黨。大多數自由土地黨人加入了共和黨，共和黨在隨後的第三政党体系中成為美國的主要政黨。

## 歷史

### 背景
儘管威廉·勞埃德·格里森和19世紀30年代的大多數廢奴主義者普遍迴避政治，但在1840年，一小群廢奴主義者創立了自由黨，這是致力於立即廢除奴隸制的第三方勢力。自由黨提名詹姆斯·伯尼為總統，湯瑪斯·厄爾在1840年的總統選舉中擔任副總統。在1840年大選後幾個月，該黨重新提名伯尼為總統，成立了全國委員會，並開始在州和地方各級組織。對該黨的支持者在北方增長，特別是在新英格蘭、紐約州北部、密歇根州和俄亥俄州西部保留地的福音派前輝格人中。其他反奴隸制的輝格人，如約翰·昆西·亞當斯仍然留在輝格黨內，但越來越支持反奴隸制政策，如廢除禁制規則，這阻止了眾議院考慮廢奴主義請願。與此同時，像劉易斯·塔潘這樣的長期廢除死刑的領導人越來越願意在政治體系內工作。由於反奴隸制的情緒高漲，幾個北方州通過了個人自由法，禁止州當局合作抓捕和遣返逃亡奴隸。
從1843年5月開始，約翰·泰勒總統把合併德克薩斯作為他的首要任務。1843年，兩黨領導人都反對提出合併問題，因為他們害怕引發關於奴隸制的辯論;對德克薩斯州的合併被廣泛認為是一項支持奴隸制的倡議，因為它將給聯邦增加另一個奴隸州。然而，1844年4月，國務卿約翰·卡爾霍恩與德克薩斯州達成了一項條約，規定合併該獨立州。亨利·克萊和馬丁·范布倫是1844年總統大選中主要政黨總統候選人提名的兩位領跑者，他們都宣布反對合併，參議院阻止了該條約。令克萊和其他輝格人吃驚的是，1844年民主黨全國代表大會否決了范布倫，轉而支持詹姆斯·波爾克，並批准了一個要求收購得克薩斯州和奧勒岡州的平臺。波爾克在一次接近的選舉中擊敗了克萊，獲得49.5票和多數選舉選票。投票給伯尼的選民人數增加了10倍，從1840年的6200人(占民眾選票的0.3%)增加到1844年的62，000人(占民眾選票的2.3%)。

## 自由土壤黨的形成

### 威爾莫·普威索
1845年吞併德克薩斯后，波爾克總統開始準備與墨西哥進行一場潛在的戰爭，因為墨西哥仍然認為德克薩斯是墨西哥共和國的一部分。接著，在格蘭德河北部爆發了一場被稱為"桑頓事件"的小規模衝突， 波爾克說服國會向墨西哥宣戰。儘管大多數民主黨人和輝格最初支援這場戰爭，但亞當斯和其他一些反奴隸制的輝格人抨擊這場戰爭是旨在擴大北美奴隸制的"奴隸力量"陰謀。與此同時，前民主黨眾議員約翰·黑爾(John P. Hale)譴責吞併得克薩斯，導致他在1845年失去連任，從而藐視了黨內領導人。黑爾與反奴隸制的輝格和自由黨一起在新罕布什爾州成立一個新的黨，並在1847年初贏得參議院選舉。在紐約，反奴隸制的巴恩森和民主黨的保守的洪克派系之間的緊張關係加劇，因為洪克與輝格人結盟，擊敗了民主黨州長西拉斯·賴特的連任競選。
1846 年 8 月，波爾克要求國會撥款 200 萬美元，希望將這筆資金用作向墨西哥購買上加利福尼亞省的首期付款。在關於撥款法案的辯論中，來自賓夕法尼亞州的民主黨眾議員大衛·威爾莫特提出了一項修正案，名為"威爾莫特普羅維索"，將禁止任何新獲得的土地的奴隸制。儘管威爾莫特和其他一些反奴隸制的北方民主黨人對波爾克的過分有利，部分原因是波爾克決定在俄勒岡州的分治問題上與英國妥協。與一些北方輝格人不同，威爾莫特和其他反奴隸制的民主黨人大多不關心種族平等問題，而是反對擴大奴隸制，因為他們認為奴隸制制度對"白人勞力工人"有害。，但它在參議院被擊敗，在那裡南方人控制了比例更高的席位。幾位北方國會議員隨後挫敗了波爾克總統和參議員劉易斯·卡斯將密蘇里妥協線延伸到太平洋的企圖。
1848年2月，墨西哥和美國談判代表達成了《瓜達盧佩·伊達爾戈條約》，該條約規定上加利福尼亞省和新墨西哥的割讓。儘管許多參議員對條約持保留意見，但參議院在1848年2月以38票對14票通過了該條約。參議員約翰·克萊頓(John M. Clayton)試圖就領土中的奴隸制地位達成妥協的努力在眾議院遭到否決，確保奴隸制將成為1848年大選的一個重要議題。